# Globba
Globba är ett släkte av enhjärtbladiga växter. Globba ingår i familjen Zingiberaceae.

## Bildgalleri

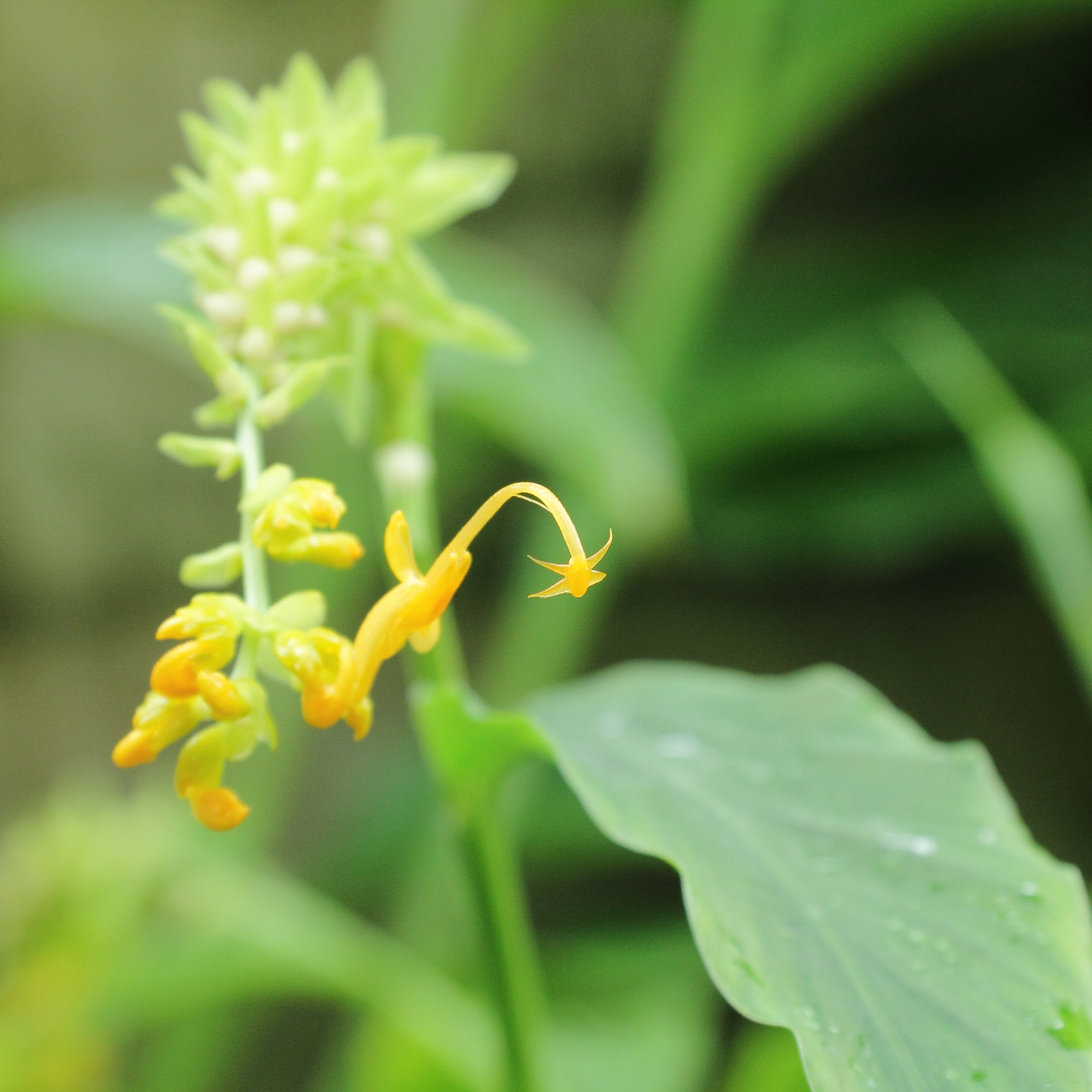
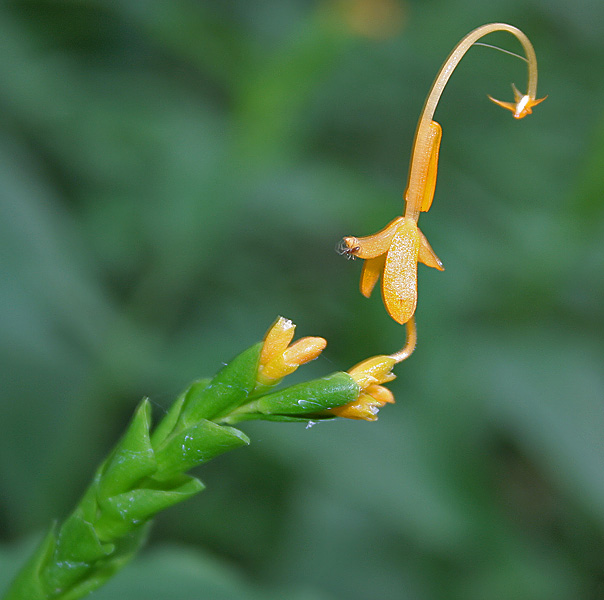
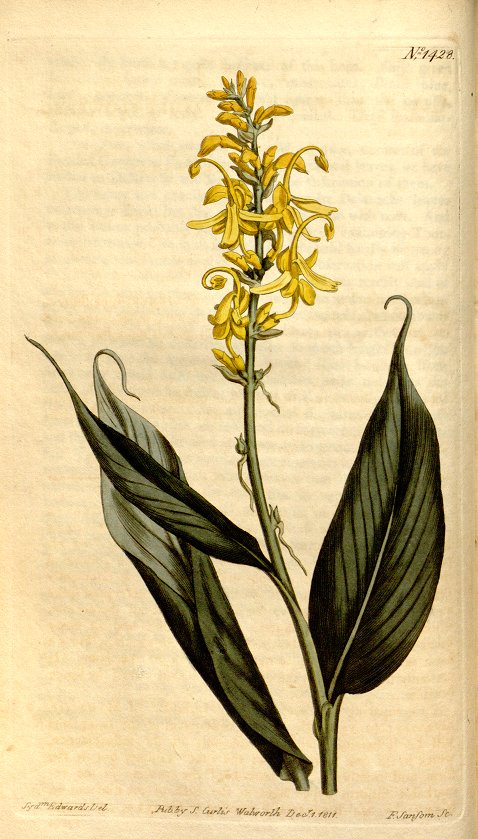
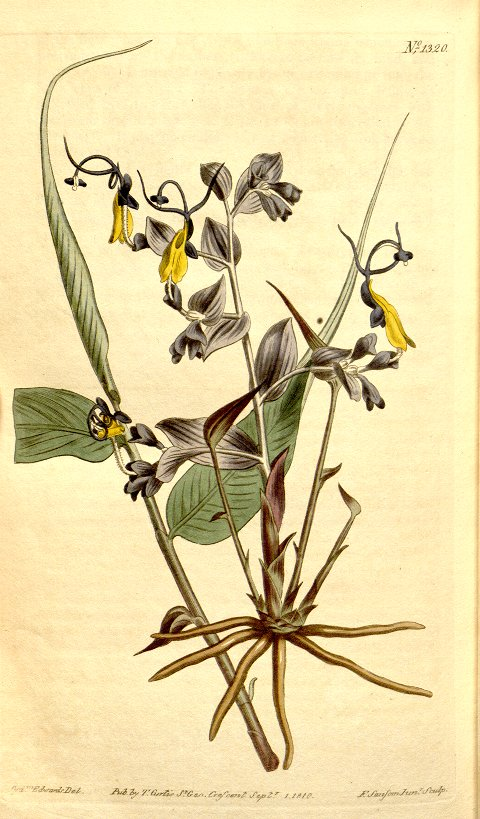

## Dottertaxa tillGlobba, i alfabetisk ordning[1]
- Globba acehensis
- Globba adhaerens
- Globba albiflora
- Globba albobracteata
- Globba andersonii
- Globba angcorensis
- Globba annamensis
- Globba arracanensis
- Globba atrosanguinea
- Globba aurantiaca
- Globba aurea
- Globba bicolor
- Globba brachyanthera
- Globba bracteolata
- Globba brevifolia
- Globba cambodgensis
- Globba campsophylla
- Globba candida
- Globba cernua
- Globba chekiangensis
- Globba clarkei
- Globba colpicola
- Globba corneri
- Globba curtisii
- Globba emeiensis
- Globba fecunda
- Globba flagellaris
- Globba flavibracteata
- Globba fragilis
- Globba franciscii
- Globba garrettii
- Globba geoffrayi
- Globba glandulosa
- Globba globulifera
- Globba gracilis
- Globba hasseltii
- Globba holttumii
- Globba insectifera
- Globba integra
- Globba intermedia
- Globba keithii
- Globba kerrii
- Globba laeta
- Globba lancangensis
- Globba latifolia
- Globba leucantha
- Globba leucocarpa
- Globba macrocarpa
- Globba macroclada
- Globba maculata
- Globba marantina
- Globba menglianensis
- Globba merrilli
- Globba mogokensis
- Globba multiflora
- Globba multifolia
- Globba muluensis
- Globba nawawii
- Globba nisbetiana
- Globba nuda
- Globba obscura
- Globba orixensis
- Globba paniculata
- Globba parva
- Globba parviflora
- Globba patens
- Globba pauciflora
- Globba pendula
- Globba platystachya
- Globba praecox
- Globba propinqua
- Globba pumila
- Globba purpurascens
- Globba pyramidata
- Globba racemosa
- Globba radicalis
- Globba rahmanii
- Globba ranongensis
- Globba reflexa
- Globba rosea
- Globba schomburgkii
- Globba sessiliflora
- Globba siamensis
- Globba spathulata
- Globba subscaposa
- Globba substrigosa
- Globba talangensis
- Globba thorelii
- Globba tricolor
- Globba unifolia
- Globba urophylla
- Globba ustulata
- Globba wardii
- Globba variabilis
- Globba wengeri
- Globba winitii
- Globba xantholeuca
- Globba yeatsiana